# Wladimir Alexandrowitsch Russanow

Wladimir Alexandrowitsch Russanow

Wladimir Alexandrowitsch Russanow (russisch Владимир Александрович Русанов; * 3. Novemberjul. / 15. November 1875greg. in Orjol; † wahrscheinlich 1913 nördlich der Taimyrhalbinsel) war ein russischer Polarforscher und Geologe der vor allem auf Grund der Erforschung Nowaja Semljas Ruhm erlangte.

## Kindheit
Russanow entstammte einer Händlerfamilie, sein Vater hatte sich jedoch vor seinem Tod finanziell ruiniert und die Familie mittellos zurückgelassen.

## Studium

### Politische Aktivitäten
Während seines Studiums kam Russanow in Kontakt mit revolutionären Untergrund-Zirkeln, 1896 trat er der sozialdemokratischen Arbeiterbewegung bei. Nachdem er 1897 die Schule abgeschlossen hatte, studierte er zunächst am naturwissenschaftlichen Institut der Universität Kiew, aufgrund seiner politischen Aktivitäten wurde ihm jedoch die Studienberechtigung entzogen. Am 4. Mai 1897 wurde er inhaftiert und begann sich im Gefängnis mit Büchern über die Entdeckungen des 19. Jahrhunderts zu beschäftigen. Besondere Aufmerksamkeit erregte ein Werk von Fridtjof Nansen „In Nacht und Eis: Die norwegische Polarexpedition 1893–96“. 1899 wurde Russanow entlassen, stand aber weiterhin unter polizeilicher Beobachtung. 1901 wurde er nach Ust-Syssolsk verbannt, wo er als Vermesser arbeitete und bei Streifzügen das Umland naturwissenschaftlich erkundete.

### Studium an der Sorbonne
1903 ging Russanow nach Paris ins Exil, wo er an der Sorbonne inskribierte, um sein naturwissenschaftliches Studium zu vollenden. Russanow spezialisierte sich auf Geologie und beschäftigte sich insbesondere mit Vulkanologie, so beschäftigte er sich intensiv mit dem Vesuvausbruch von 1906.

## Nowaja Semlja

Nowaja Semlja mit Matotschkin Schar

### Erste Expedition zum Matotschkin Schar
Im Frühling 1907 kehrte Russanow nach Russland zurück, wo er zu seiner eigenen Überraschung von höchsten Staatskreisen bei der Vorbereitung einer Nordpolarexpedition nach Nowaja Semlja unterstützt wurde. Der Grund lag darin, dass das zaristische Russland seine Vormachtstellung in Barents- und Karasee durch norwegische Expeditionen gefährdet sah.
Mitte Juli 1907 brach er mit dem Dampfschiff Korolewa Olga Konstantinowna in die Karasee auf, die er durch den Matotschkin Schar erreichte. Im September kehrte er erfolgreich nach Archangelsk zurück und ging wieder nach Paris.

### Die französische Expedition Benards
Dort hatten seine Forschungen Aufmerksamkeit erregt, und Russanow wurde ausgewählt, um 1908 eine französische Expedition unter Kapitän Benard nach Nowaja Semlja als Geologe zu begleiten. Dort entdeckte Russanow ergiebige Mineralienvorkommen und vollendete die erste Landdurchquerung Nowaja Semljas. Diese Expedition begründete Russanows Ruf als ausgezeichneter Geologe und waghalsiger Abenteurer.
Wieder zurück in Paris, widmete Russanow sich dem Studium der gesammelten Fakten, insbesondere den Silurvorkommen. Ferner zog er erstaunliche Rückschlüsse hinsichtlich der Besiedlung der Arktis mit devonischer Fauna.

### Die dritte Expedition
1909 nahm Russanow an einer weiteren Polarexpedition teil. Offiziell unterstand die Leitung Ju. W. Kramer, doch tatsächlich hatte Russanow die Fäden in der Hand. Am 4. Juli 1909 lief die fünfköpfige Crew des Dampfschiffes Korolewa Olga Konstantinowna aus Archangelsk aus; am 9. Juli landete sie auf Nowaja Semlja, wo Russanow ein Basislager errichten ließ. Bei den Aufbauarbeiten verletzte sich Russanow schwer am Fuß, dennoch brach er, auch Schlechtwetter trotzend, ins Inselinnere auf. Seine geologischen Forschungen wurden von Erfolg gekrönt, so entdeckte er zahlreiche Bodenschätze wie Kohle, Marmor, Diabas und Schiefer.
Da Russanow davon ausging, dass Nowaja Semlja die ideale Zwischenstation für die Nordostpassage sei, erforschte er auch die Strömungen an der Westküste der Insel.

### Umschiffung der Nordinsel
1910 erhielt Russanow erstmals die alleinige Leitung über eine Expedition nach Nowaja Semlja. An Bord der Dmitri Solunski, die vom erfahrenen Nordpolfahrer Grigori Iwanowitsch Pospelow (1869–1933) gesteuert wurde, machte er sich am 12. Juli auf. Am 20. Juli erreichte die gut ausgerüstete Expedition die Meerenge Matotschkin Schar, einen knappen Monat später schließlich das Ziel: den nördlichsten Punkt Nowaja Semljas. Der Versuch, die Nordinsel (Sewerny ostrow) zu umfahren, um an der Ostküste zurückzusegeln, scheiterte zunächst, deshalb kehrte die Expedition an das Nordkap der Insel zurück, wo die Dmitri Solunski am 19. August vom Eis eingeschlossen wurde und  von den Eismassen zerdrückt zu werden drohte. Das Schiff driftete nach Osten, und letztlich gelang es, sie aus dem Eis zu befreien, am 31. August 1910 erreichte Russanow den Matotschkin Schar. Ihm war es erstmals gelungen, die Nordinsel Nowaja Semljas zu umschiffen.

### Umschiffung der Südinsel
1911 brach Russanow ein fünftes Mal auf, dieses Mal an Bord der Polar, mit dem Ziel, die Südinsel Nowaja Semljas (Juschny ostrow) zu umschiffen. Dies war ihm bei früheren Missionen aufgrund von Treibstoffmangel misslungen. Daneben sollte die Expedition vor allem meteorologischen und hydrographischen Studien dienen. Der Topograf Emanuel von Tiesenhausen vermaß die Küstenlinie, registrierte die meteorologischen Beobachtungen und stellte botanische und zoologische Sammlungen zusammen. Tatsächlich lieferte Russanow neue Erkenntnisse bezüglich der Oberflächenströmung von Barents- und Karasee.

## Russanows letzte Expedition

### Spitzbergen
Am 9. Juli 1912 brach Russanow schließlich zu seiner letzten Expedition auf: Mit der von Alexander Stepanowitsch Kutschin kommandierten Hercules und 14 Begleitern, darunter Rudolf Lasarewitsch Samoilowitsch, verließ er Murmansk; das offizielle Ziel war Spitzbergen, dessen Westküste er beim Bellsund am 16. Juli erreichte. Zwar sah der ursprüngliche Plan vor, dass Russanow Ende Oktober desselben Jahres die Hercules zurückgeben sollte, die umfangreiche Polarausrüstung und Vorräte für 1½ Jahre legen aber den Schluss nahe, dass Russanow von Anfang an mehr als nur Spitzbergen zu besuchen geplant hatte. Gemeinsam mit zwei Matrosen durchquerte er die Insel bis zur Ostküste. Beim Rückweg stürzte Russanow in eine Gletscherspalte, blieb aber wie durch ein Wunder unverletzt. Danach inspizierte er mit der Hercules die gesamte Westküste, entdeckte reiche Kohlevorkommen und setzte 28 Landmarken, die Russlands Recht zur Förderung der Ressourcen auf Spitzbergen markieren sollten. Daneben betrieb Russanow paläontologische, zoologische, botanische und ozeanographische Studien auf Spitzbergen.

### Die Suche nach der transarktischen Durchfahrt
Danach schickte Russanow Samoilowitsch, den Zoologen Swatosch und den erkrankten Bootsmann Popow auf einem norwegischen Dampfer zurück nach Russland, er selbst fuhr entgegen dem offiziellen Plan nach Osten, wo er am 18. August ein Telegramm aufgab, dass das letzte Lebenszeichen der Hercules und der 13 Mann Besatzung sein sollte: Er kündigte sein Vorhaben an, von Nowaja Semlja aus weiterzufahren, um die Nordostpassage zu durchfahren.
Von der Russischen Geographischen Gesellschaft organisierte Rettungsfahrten unter der Leitung Ischak Isljamows in den Jahren 1914 und 1916 blieben ergebnislos, 1934 wurden auf einer damals namenlosen Insel nördlich der Taimyrhalbinsel, die danach zu Ehren der letzten Expedition Russanows „Hercules-Insel“ genannt wurde, Gegenstände gefunden, die der Hercules beziehungsweise deren Besatzung zuzuordnen waren. Auch auf der benachbarten „Popow-Tschuktschin-Insel“ (Ostrow Popowa-Tschuktschina) in den Minin-Schären, benannt nach einem Matrosen der Expedition, wurden Spuren der Expedition gefunden. 1947 wurden auf Sewernaja Semlja ebenfalls der Russanow-Expedition zuzuordnende Gegenstände entdeckt.

## Namensgebung
Zu Ehren Russanows ist eine Bucht und eine Halbinsel Nowaja Semljas benannt, ebenso ein Gletscher auf Sewernaja Semlja und der Mount Rusanov in der Antarktis. In seinem Heimatort Orjol gibt es ein Russanow-Museum.